# Des rois, des pions et des fous
Des rois, des pions et des fous (deutsch Könige, Bauern und Läufer oder Könige, Bauern und Verrückte) ist das vierte Soloalbum des französischsprachigen Schweizer Rappers Stress. Es erschien am 3. April des Jahres 2009 über das Label Universal Music, welches bereits die ersten drei Alben des Musikers vermarktete. Bereits im Januar wurde der Titel V als Single ausgekoppelt und für eine bestimmte Zeitspanne kostenlos im Internet veröffentlicht. Stress konnte mit Des rois, des pions et des fous wie schon mit dem Vorgänger Renaissance direkt auf Platz eins der Schweizer Hitparade einsteigen. Im November 2009 wurde unter dem Titel Des rois, des pions et des fous – Evolution eine Spezialversion des Albums mit sieben exklusiven Titeln und einer Bonus-DVD veröffentlicht.

## Hintergrund und Entstehung
2005 konnte Stress mit dem Album 25.07.03 erstmals in die Top Ten der Schweizer Albumcharts einsteigen. Es folgte die friedliche Auflösung seiner Band Double Pact, wobei die drei Musiker der Gruppe beschlossen, weiterhin gemeinsam aufzutreten und sich gegenseitig zu unterstützen. Auf der Konzerttournee zu 25.07.03 wurde Stress von seinem Double Pact-Kollegen Nega als Begleitrapper, der Sängerin Karolyn, dem Produzenten Yvan Jaquemet sowie dem Gitarristen Simon Adoboli und dem Schlagzeuger Bio begleitet.
Es folgte Renaissance, das dritte Album des Rappers. Es konnte direkt Platz eins der Schweizer Charts erreichen und brachte dem Musiker nach zehn Tagen Platin-Status ein. Parallel dazu spielte Stress eine grössere Nebenrolle als Schurke in dem Film Breakout, welcher im Zürcher Hip-Hop-Milieu angelegt ist. Er steuerte dazu auch den offiziellen Titelsong Avenues und weitere Lieder bei.
Anfangs des Jahres 2008 wurde bekannt, dass Stress eine Rolle in dem Gangsterfilm Verso, an der Seite seines Jugendfreunds Carlos Leal spielt. Im Sommer 2008 begann der Musiker in Lausanne an neuen Titeln zu arbeiten. Am 27. Januar wurde das Datum der Albumveröffentlichung schliesslich preisgegeben. Der Titel war zu dieser Zeit noch nicht bestimmt. Am selben Tag wurde zudem V als sogenannte „Street-Single“ veröffentlicht.

## Titelliste
| Des rois, des pions et des fous | Des rois, des pions et des fous – Evolution |
| --- | --- |
| 1. Rester de Marbre – 3:27 2. Tous les Mêmes (feat. Karolyn) – 3:10 3. Shoote! – 3:57 4. Saint Profit (feat. Karolyn) – 3:13 5. En ton Nom – 4:19 6. V – 3:35 7. System D (feat. M.A.M.) – 3:17 8. Vers la lumière (feat. Jaba) – 2:56 9. Sacrifices (feat. Soprano) – 3:23 10. Plus rien ne nous touches (feat. Diam’s) – 3:38 11. Billy la Rockstar – 3:03 12. La peur de l'autre (feat. Dynamike) – 3:54 13. Nananah! (feat. Nega und Mouss MC) – 3:34 14. Tallinn 08 – 3:45 15. Question de Survie (feat. Greis) – 3:23 | 1. Si loin – 3:27 2. Work it Hard (feat. Stefanie Heinzmann) – 3:09 3. Einlauf (feat. Sido) – 3:57 4. Tous les Mêmes (feat. Karolyn) – 3:10 5. Saint Profit (feat. Karolyn) – 3:13 6. Rester de Marbre – 3:27 7. Je n'y crois plus (feat. M.A.M. und Nacim) – 3:42 8. Elle parle le turututu (feat. Melanie Fiona) – 2:50 9. Billy la Rockstar – 3:03 10. En ton Nom – 4:19 11. System D (feat. M.A.M.) – 3:17 12. Nananah! (Electrolightz Remix) (feat. Rye Rye) – 4:31 13. On f la m (Karolyn feat. Stress) – 3:02 14. Plus rien ne nous touches (feat. Diam’s) – 3:38 15. Vers la lumière (feat. Jaba) – 2:56 16. Shoote! – 3:57 17. Sacrifices (feat. Soprano) – 3:23 18. Question de Survie (feat. Greis) – 3:23 19. Tallinn 08 – 3:45 20. V – 3:35 21. La peur de l'autre (feat. Dynamike) – 3:54 22. Nananah! (feat. Nega und Mouss MC) – 3:34 |

## Inhalt

### Texte
Andres Andrekson nutzt auf dem Album Rap, den für Hip-Hop-Musik typischen Sprechgesang um seine Liedtexte vorzutragen. Jeder Titel verfügt zudem über melodiöse Passagen, Hooklines genannt, welche mit dem Refrain gleichzusetzen sind. Die Hooklines werden in mehreren Stücken des Albums von der Sängerin Karolyn singend vorgetragen und charakterisieren das jeweilige Lied. In einigen Titeln wird auch leicht melodiöser Rap während der Strophen eingesetzt.
In einem Teil der Lieder handeln die Texte von sozialen Missständen oder wirtschaftlichen und ökologischen Problemen. Die Singleauskopplung Saint Profit beispielsweise behandelt die Themen Geld und Wirtschaft. Stress möchte darin seine Meinung zum Ausdruck bringen, die Menschheit werde vom Geld regiert und der Eigenprofit habe mittlerweile einen fast heiligen Status. Um diesen zu erreichen, sei manchen Menschen jedes Mittel Recht. Der letzte Titel des Albums, Question de Survie (dt. Überlebensfrage), knüpft textlich an Stress' Single On n'a qu'une terre an. Andrekson und der Gastrapper Greis nehmen darin Themen wie zu starker Ressourcenverbrauch oder ökologische Probleme auf: „Was haben wir eigentlich erreicht in zwei Millionen Jahren? Was unterscheidet uns beide vom ersten Homo Sapiens? Wohin führt das Wissen das wir zusammengesammelt haben? Wohin gehen wir und fallen von oben runter? In zwei Generationen verbrennen wir die Energie der Leichen aus sämtlichen Lebewesen seit Jahrmillionen. Wir atmen jetzt ihre Asche und tragen die Hoffnung auf Fortschritt bevor auch unsere Asche zu Staub wird.“
In dem Stück V thematisiert Stress Gewalt und Kriminalität unter Jugendlichen. („Man prügelt sich immer mehr, man zieht die Messer, man raucht mehr und zieht das weisse Pulver die Nase hoch.“) In einem Interview äusserte sich der Rapper kritisch über die steigenden Kriminalitätsraten bei Minderjährigen: („Früher war die Hip-Hop-Szene gewalttätiger als andere. Aber langsam wird diese Brutalität zu einem allgemeinen Problem. […] Wegen Hollywoodfilmen und MTV vergessen viele, wie das Leben wirklich ist und was sie erreichen können. Wenn sie es dann realisieren, knallt es.“) Der im Januar 2009 als sogenannte „Street-Single“ veröffentlichte Titel ist während des Abspanns des Films Verso zu hören, in dem Gewalt, Drogen und Kriminalität wichtige Rollen einnehmen.

« J'vais baiser comme on m'a baisé et blesser comme on m'a blessé. Tester comme on m'a testé et briser comme on m'a brisé. Presser comme on m'a pressé et aimer comme on m'a aimé, No, no, no! C'est pas près de cesser. »

„Ich werd ficken, wie man mich gefickt hat, verletzen wie man mich verletzt hat. Prüfen, wie man mich geprüft hat, brechen wie man mich gebrochen hat. Erdrücken, wie man mich erdrückt hat und lieben wie man mich geliebt hat. Nein, nein, nein! Es ist kein Ende in Sicht.“

In der zweiten Singleauskopplung Tous les mêmes erzählt das lyrische Ich humoristisch von seiner Ehe, in welcher die Frau die totale Kontrolle besitzt („Am nächsten Tag macht sie mir eine Liste mit den Sachen, die ich nicht gemacht habe. […] Hüte deine Zunge, wenn sie ihre Tage hat. Ein falsches Wort und es kommt zum Schädelbruch.“). Diese bezeichnet ihren Ehemann als unfähig und faul. Der Rapper erteilt verheirateten Männern damit auch Tipps für die Ehe. In dem Musikvideo zum Titel spielt auch Melanie Winiger, die echte Ehefrau von Stress mit.
Im Musikstück En ton Nom verarbeitet Stress den Tod seines Stiefvaters, welcher als langjähriger Freund seiner Mutter Andreksons leiblichen Vater ersetzte. Tallinn 08 thematisiert seine Kindheit im kommunistischen Estland.

### Gastbeiträge

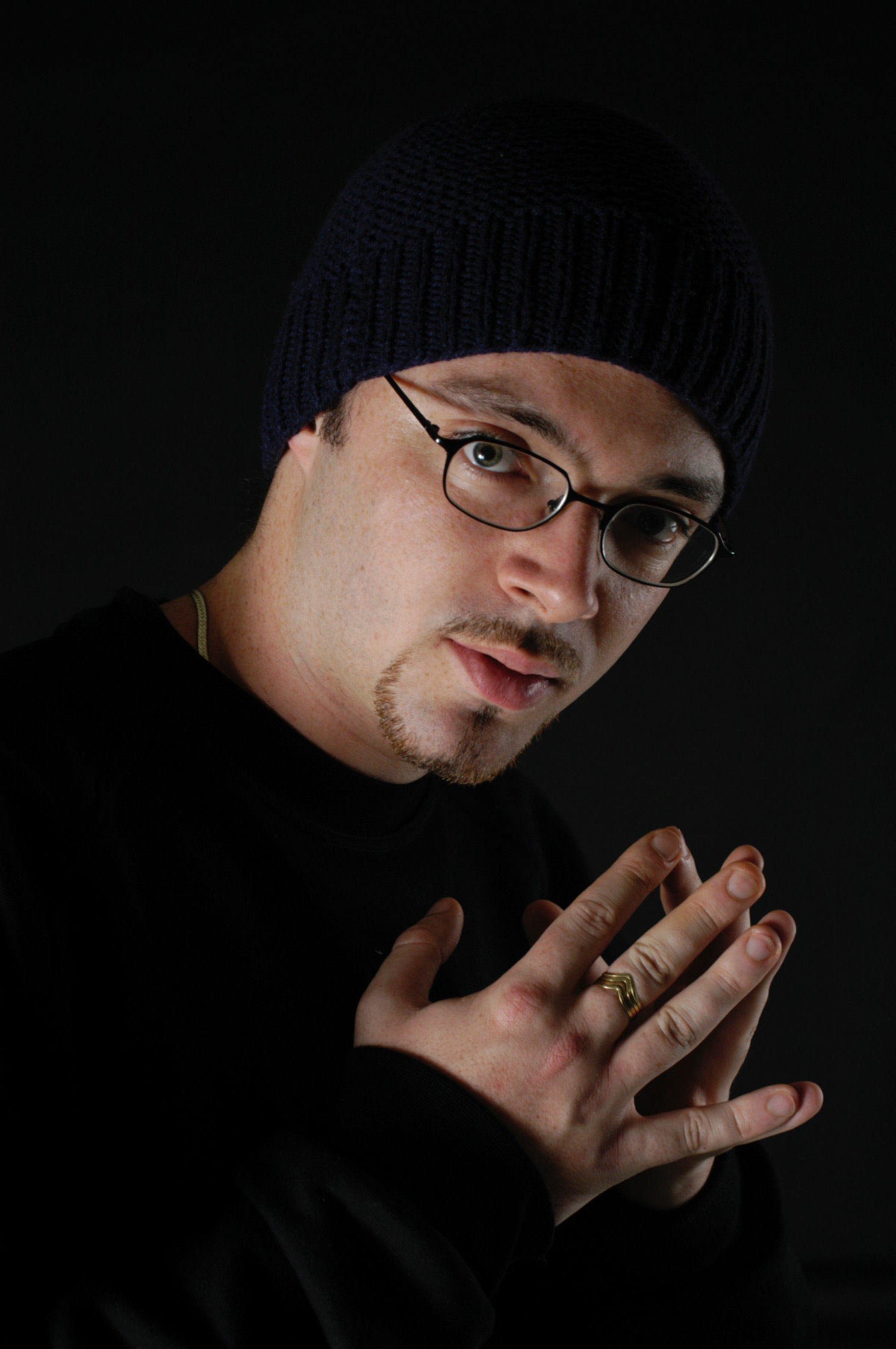
Rapper Greis

Die Standard-Version von Des rois, des pions et des fous enthält Gastbeiträge – sogenannte Featurings – von acht Musikern. Die Sängerin Karolyn, die den Rapper bei seinen Konzerten als Backing Vocal begleitet, wurde auf zwei Stücken durch ihre intensivere Beteiligung als Gastmusikerin bezeichnet. Der zweisprachige Berner Rapper Greis ist in dem Lied Question de Survie für eine schweizerdeutsch gerappte Strophe und einen französischen Gesangspart verantwortlich. Für Sacrifices und Plus rien ne nous touches arbeitete Stress mit den französischen Hip-Hop-Musikern Soprano und Diam’s zusammen. In Vers la lumière ist der Sänger Jaba zu hören, in System D der Rapper M.A.M.. Nega, der seit über zehn Jahren mit Stress befreundet ist und mit ihm die Gruppe Double Pact bildete, und Mouss MC lieferten den Gastbeitrag zu Nananah!.

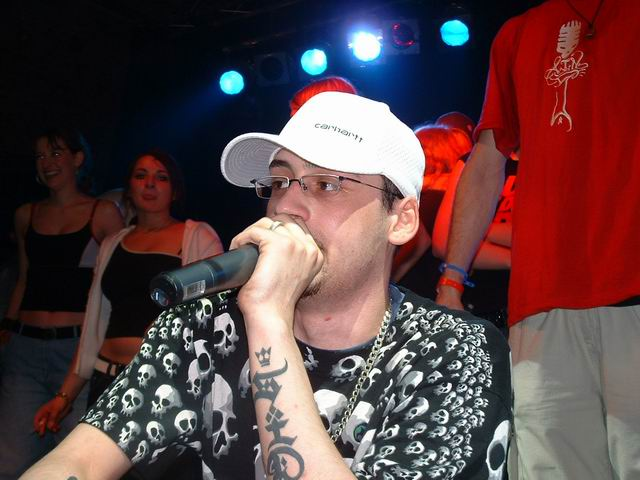
Rapper Sido

Auf sechs der sieben zusätzlichen Stücke auf Des rois, des pions et des fous – Evolution wurden weitere Gastmusiker eingesetzt. Die Schweizer Sängerin Stefanie Heinzmann erarbeitete gemeinsam mit dem Rapper den Song Work it Hard. Auf Einlauf ist der deutsche Rapper Sido zu hören. Stress ist somit nach Gimma der zweite Schweizer, der mit dem Berliner zusammenarbeitete. Zudem treten erneut M.A.M. und an seiner Seite Nacin in Erscheinung. Weitere Gastbeiträge auf der Evolution stammen von den Sängerinnen Melanie Fiona, Rye Rye sowie erneut von Karolyn.

## Des rois, des pions et des fous – Evolution
Im November 2009 erschien unter dem Namen Des rois, des pions et des fous – Evolution eine Spezialversion des Albums. Diese ist mit den Gold- beziehungsweise Platinum-Editionen von 25.07.03 und Renaissance vergleichbar. Evolution enthält als Bonus sieben neue Musikstücke sowie eine DVD die erneut einen Mitschnitt eines Konzertes und mehrere Musikvideos vorzuweisen hat. Des Weiteren finden sich auf der DVD die Dokumentation Stress, Rappeur et sans Reproche sowie eine „Jahresbegleitung“ des Rappers mit dem Titel 12 Mois de Stress. Beide Dokumentationen haben eine Länge von je etwa 25 Minuten.